# یواس‌اس سرف (اس‌پی-۵۱۸)
یواس‌اس سرف (اس‌پی-۵۱۸) (به انگلیسی: USS Surf (SP-518)) یک کشتی بود که طول آن ۱۹۸ فوت (۶۰ متر) بود. این کشتی در سال ۱۸۹۸ ساخته شد.